# Tűzmadár
Tűzmadár (z węg. „Ognisty ptak”), za granicą Flameborn – węgierska grupa muzyczna grająca głównie melodyjny heavy metal.

## Historia
Zespół został założony w lutym 1999 roku przez członków formacji Soul Stealers, a jesienią nagrał swoje pierwsze demo, któremu Metal Hammer nadał tytuł dema miesiąca. W 2001 roku grupa nagrała EP, który zdobył stosunkowo dobre recenzje w węgierskiej prasie specjalistycznej, a wiosną stanowiła support przed zespołem Pokolgép. W tym samym roku Tűzmadár wystąpił na festiwalu Sziget. W 2002 roku zespół przygotował materiał na pierwszy album studyjny, ale przed zmiksowaniem uległ on zniszczeniu. Mimo to zespół w zmienionym w kwietniu 2003 składzie kontynuował działalność. W marcu 2004 roku zespół wydał kolejne demo, a w marcu 2005 roku pierwszy album studyjny, Jégkorszak. Dwa następne albumy studyjne: Fények i Álmok, zostały wydane odpowiednio w 2007 i 2011 roku przez Hammer Records.

## Dyskografia
- Jégkorszak (2005)
- Fények (2007)
- Álmok (2011)

## Członkowie

### Obecni
- Péter Schrott – wokal
- Gergely Károlyi – gitara
- Péter Tóth – gitara
- Zsolt Horváth – instrumenty klawiszowe
- Attila Szûcs – gitara basowa
- Dániel Pál – perkusja

### Dawni
- Kristóf Barócsi – gitara
- Bence Kőhegyi – perkusja
- Márton Kovács – gitara